# Richard Burt Melrose
Richard Burt Melrose (Austrália, 1949) é um matemático australiano, que trabalha com análise geométrica, equações diferenciais parciais e geometria diferencial.
Melrose obteve um 1974 um Ph.D. na Universidade de Cambridge, orientado por F. Gerard Friedlander, com a tese Initial and Initial Boundary Value Problems. Foi depois um pesquisador no St John's College em Cambridge. Em 1977 foi professor visitante no Instituto de Estudos Avançados de Princeton. Foi desde 1976 professor do Instituto de Tecnologia de Massachusetts, onde foi desde 2006 Simons Professor of Mathematics.
Recebeu o Prêmio Memorial Bôcher de 1984, por seu trabalho sobre teoria da dispersão. Foi eleito em 1986 fellow da Academia de Artes e Ciências dos Estados Unidos. Foi palestrante convidado do Congresso Internacional de Matemáticos em Helsinque (1978: Singularities of solutions of boundary value problems) e palestrante plenário em Quioto (1990: Pseudodifferential operators, corners and singular limits)

## Publicações selecionadas

### Artigos
- com Shahla Marvizi: «Some spectrally isolated convex planar regions». Proc Natl Acad Sci U S A. 79 (22). 1982. pp. 7066–7067. PMC 347276

### Livros
- Editor com Michael Beals, Jeffrey Rauch: Microlocal analysis and nonlinear waves. [S.l.]: Springer. 1991
- The Atiyah-Patodi-Singer Index theorem. [S.l.]: A.K.Peters. 1993
- Geometric Scattering Theory. [S.l.]: Cambridge University Press. 1995
- com Antônio Sá Barreto, Maciej Zworski: Semi-linear diffraction of conormal waves. Col: Astérisque, 0303 : 240. [S.l.]: Société Mathématique de France; distributed by American Mathematical Society. 1996